# Kușnîțea, Irșava
Cușnița (în ucraineană Кушниця) este o comună în raionul Irșava, regiunea Transcarpatia, Ucraina, formată numai din satul de reședință.

## Demografie
Componența lingvistică a comunei Kușnîțea
     Ucraineană (98,87%)
     Alte limbi (1,06%)
Conform recensământului din 2001, majoritatea populației comunei Kușnîțea era vorbitoare de ucraineană (98,87%), existând în minoritate și vorbitori de alte limbi.